# Alan Carr
Alan Carr (ur. 14 czerwca 1976 w Weymouth) – brytyjski komik i osobowość telewizyjna.
Urodzony w Weymouth, znaczną część dzieciństwa spędził w Northampton. Ukończył studia teatralne na Middlesex University. Karierę komediową rozpoczął w 2001 roku.
Działalność Carra obejmuje występy typu stand-up oraz udział w rozrywkowych programach telewizyjnych i radiowych.
W latach 2006–2009 wraz z Justinem Lee Collinsem współprowadził program telewizyjny The Friday Night Project, a następnie The Sunday Night Project. W 2008 roku prowadził Alan Carr's Celebrity Ding Dong, a od 2009 roku Alan Carr: Chatty Man. W latach 2009–2012 na antenie BBC Radio 2 prowadził program Going Out with Alan Carr. W 2009 roku zagrał w filmie Ale szopka! (Nativity!).
Dwukrotnie nominowany był do nagrody telewizyjnej BAFTA za najlepszy występ rozrywkowy – w 2008 roku (za udział w The Friday Night Project, wspólnie z Justinem Lee Collinsem) i 2012 roku (za Alan Carr: Chatty Man). Otrzymał pięć nominacji oraz dwie nagrody British Comedy Awards – w 2007 roku za najlepszy występ stand-up na żywo i w 2008 dla najlepszej osobistości komediowej (za The Friday Night Project).